# Bahía de Algoa
La bahía de Algoa es una amplia bahía en la costa del océano Índico, la misma se encuentra en el sector sur de la costa de la República de Sudáfrica, a unos 683 km del cabo de Buena Esperanza. La misma se encuentra limitada por el oeste por el Cabo Recife y por el este por el Cabo Padrone. La bahía posee una profundidad máxima de 436 m.  Adyacente a la bahía al oeste de la bahía se encuentra ubicada la localidad de Port Elizabeth, que es uno de los más importantes puertos de Sudáfrica.

## Historia
La bahía fue visitada por primera vez por los europeos a comienzos del siglo XVI, cuando en su ruta hacia Goa, en la India las tripulaciones de barcos  portugueses desembarcaron en la misma. Hacia 1820, en esta bahía desembarcaron los primeros colonos provenientes de Inglaterra que emigraban para asentarse en el sur de África.